# 弗雷迪·裴洛塔
弗雷迪·裴洛塔·迪亞茲（西班牙語：Freddy Peralta Diaz，1996年6月4日—），為美國職棒大聯盟的投手，目前效力於密爾瓦基釀酒人。

## 職業生涯

### 西雅圖水手
2013年4月，裴洛塔以國際自由球員身份和水手隊簽約。他在水手隊的最高層級來到亞利桑那聯盟，2015年他拿下2勝3敗，防禦率4.11。

### 密爾瓦基釀酒人
2015年12月9日，水手隊將裴洛塔、Daniel Missaki和Carlos Herrera交易到釀酒人，換來亞當·林德。2016年，裴洛塔升上2A。
2017年，他在小聯盟拿下3勝8敗，防禦率2.63。他也在球季末入選球隊的40人名單。
2018年5月13日，裴洛塔登上大聯盟。他先發5.2局送出13次三振，寫下釀酒人隊史投手初登板的三振紀錄。這年他拿下6勝4敗，防禦率4.25。那年右打者對他的打擊率僅有1成10，為全大聯盟最低。2019年，他拿下7勝3敗，防禦率5.29，並送出115次三振。2020年5月28日，他和釀酒人隊簽下5年1550萬美元的延長合約。這年他拿下3勝1敗，防禦率3.99。

## 個人生活
裴洛塔目前已婚，並育有1女。

## 外部連結
- 球員資訊和成績在MLB ，ESPN ，Retrosheet ，Baseball Reference ，Baseball Reference (Minors) ，Fangraphs ，The Baseball Cube （英文）